# Marineland (Florida)
Marineland ist eine Stadt im Flagler County im US-Bundesstaat Florida. Das U.S. Census Bureau hat bei der Volkszählung 2020 eine Einwohnerzahl von 15 ermittelt. Ein kleiner Teil des Ortes gehört zum nördlich angrenzenden St. Johns County.

## Geographie
Marineland liegt zwischen dem Matanzas River (einem Teil des Intracoastal Waterway) und dem Atlantischen Ozean an der Ostküste Floridas. Dabei liegt die Stadt rund 30 Kilometer nördlich von Bunnell sowie etwa 70 Kilometer südlich von Jacksonville. 

## Demographische Daten
Laut der Volkszählung 2010 verteilten sich die damaligen 16 Einwohner auf 15 Haushalte. Die Bevölkerungsdichte lag bei 20 Einw./km². 100 % der Bevölkerung bezeichneten sich als Weiße. 
Im Jahr 2010 lebten in 16,7 % aller Haushalte Personen mit mindestens 65 Jahren. 83,3 % der Haushalte waren Familienhaushalte (bestehend aus verheirateten Paaren mit oder ohne Nachkommen bzw. einem Elternteil mit Nachkomme). Die durchschnittliche Größe eines Haushalts lag bei 1,83 Personen und die durchschnittliche Familiengröße bei 2,00 Personen.
6,3 % der Bevölkerung waren jünger als 20 Jahre, 18,8 % waren 40 bis 59 Jahre alt und 75,0 % waren mindestens 60 Jahre alt. Das mittlere Alter betrug 62 Jahre. 62,5 % der Bevölkerung waren männlich und 37,5 % weiblich.

## Sehenswürdigkeiten
Am 14. April 1986 wurden die Marine Studios in das National Register of Historic Places eingetragen.

## Verkehr
Marineland wird von der Florida State Road A1A durchquert.